# Гостиный двор (Ярославль)
Гости́ный двор — памятник истории и архитектуры начала XIX века, построенный по проекту ярославского губернского архитектора П. Я. Панькова в центре Ярославля. Выстроен в стиле классицизма.

## История
Гостиный двор был построен на месте рыночной площади, появившейся после сравнивания валов Земляного города между Власьевской и Угличской башнями. Решение о его строительстве было принято в 1813 году постановлением Городской думы, в котором говорилось о необходимости возведения лавок для удобства торговли местных и приезжих купцов, связанной с усилением экономического развития города.

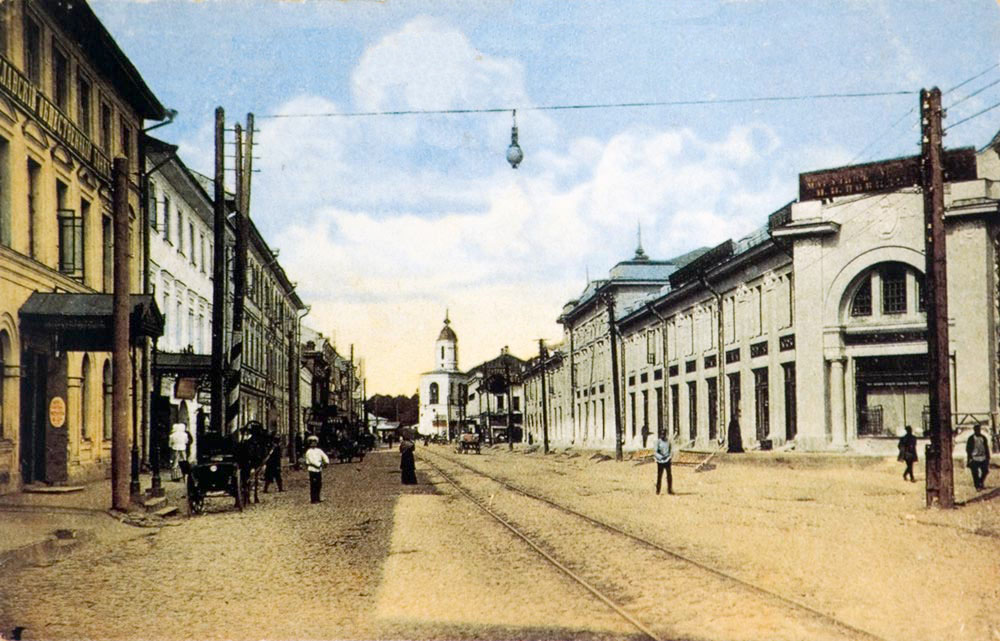
Большая линия и Гостиный двор. Начало XX века.

Ансамбль зданий Гостиного двора был построен по проекту архитектора Петра Яковлевича Панькова. Существуют предположения, что при проектировании корпусов Паньков консультировался с Карлом Росси, но есть мнение о том, что автором выступил сам Росси, работавший в данный период времени в Тверской губернии.
О начале строительства «Ярославские губернские ведомости» сообщали так: «заложили прекрасный Гостиный двор, простирающийся в длину по лицевому фасаду к старому Гостиному двору на 124 сажени, а против линии постоялых дворов на 116 саженей, имеющий в себе 155 лавочных номеров и окружённый со всех сторон широкою галереей с колоннами ионического ордера».
Первоначально ансамбль Гостиного двора занимал целый квартал, ограниченный Казанской улицей, Большой линией и Рождественской площадью, и состоял из двух замкнутых одноэтажных корпусов с открытыми галереями и круглого центрального павильона с глубоким двухъярусным портиком на главном фасаде (ротонды). Ротонда пострадала при пожаре в 1831 году и была отстроена заново.
Проходившая вдоль Гостиного двора часть Вологодской улицы стала называться Большой линией постоялых дворов (позже просто Большой линией).
В 1911 году западная часть северного корпуса была заменена новым 2-этажным зданием, построенным в стиле неоклассицизма. Другой, южный корпус, был разрушен в результате артиллерийских обстрелов города Красной армией в 1918 году, в 1930-е годы на его месте было построено здание государственного банка.
Таким образом, до настоящего времени сохранились ротонда и восточная часть северного крыла.

## Современный вид

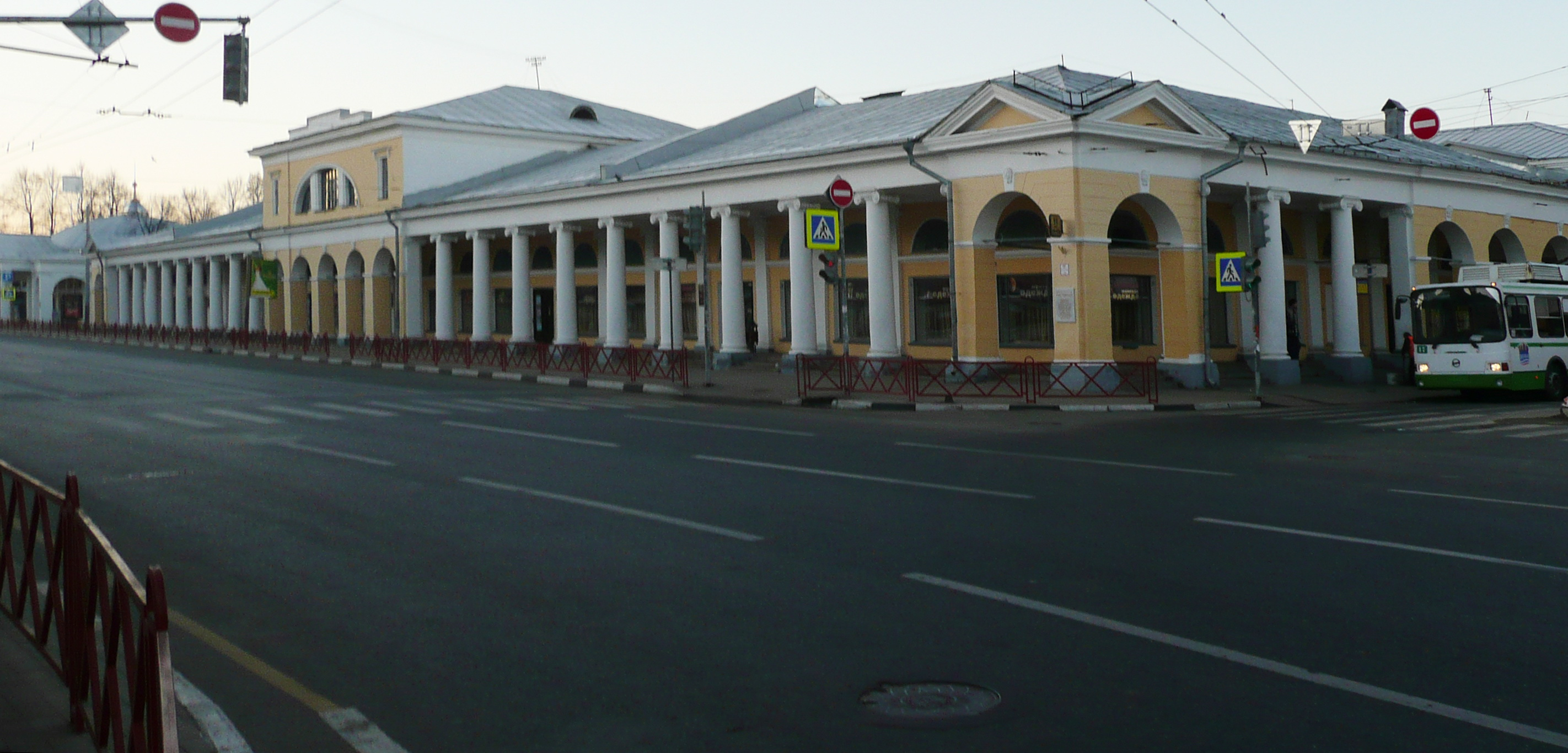
Вид с севера
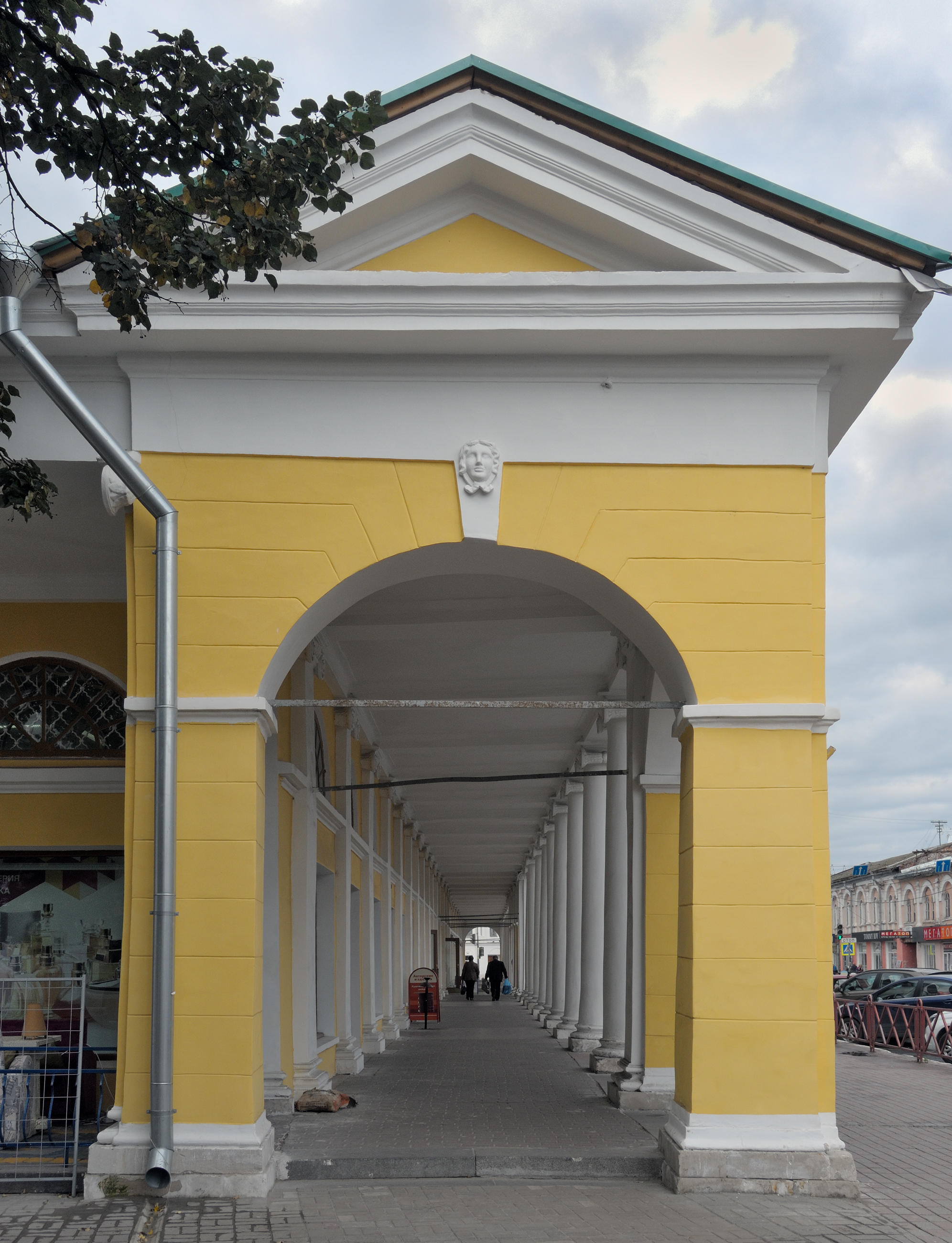
Галерея
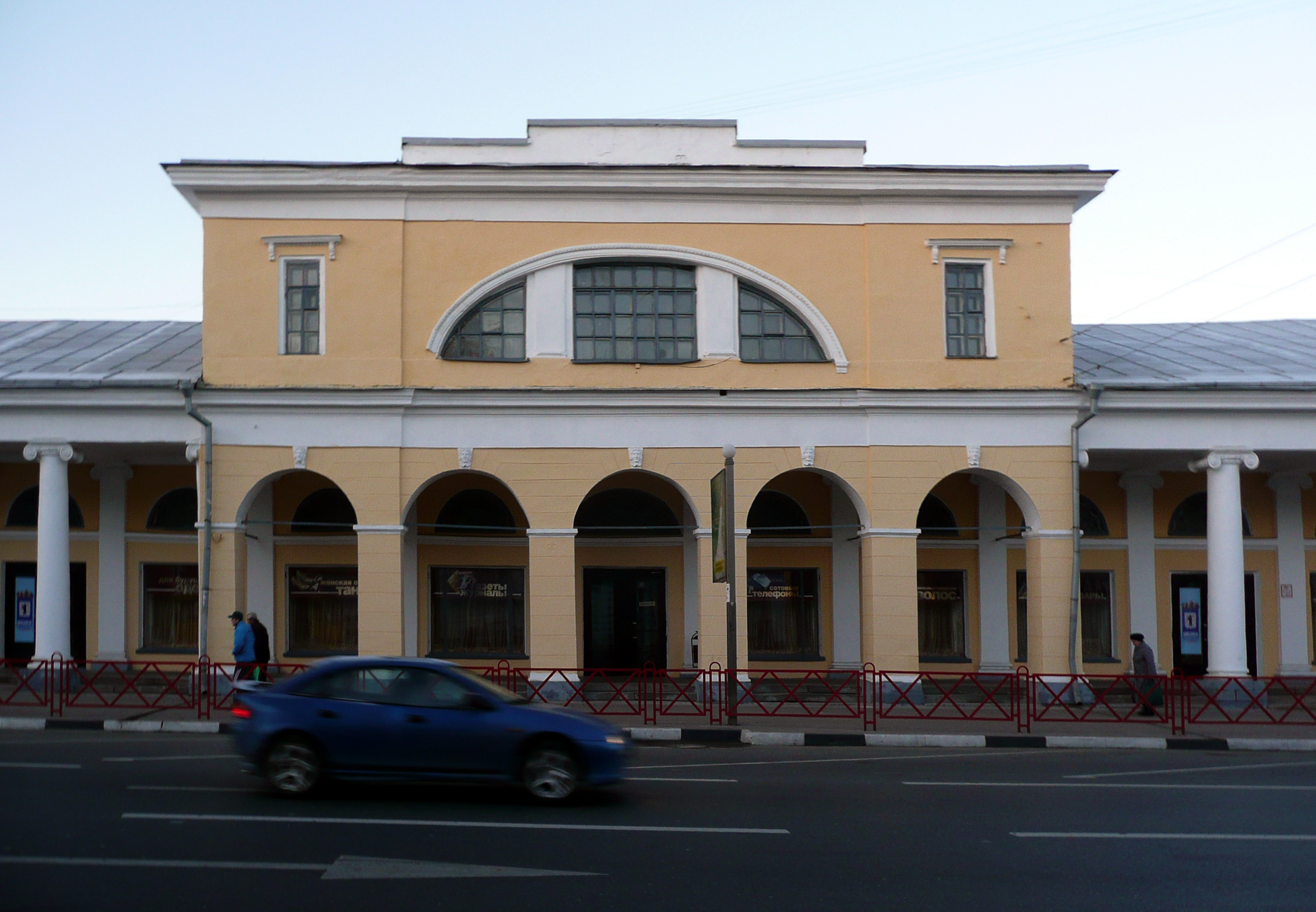
Центральная часть
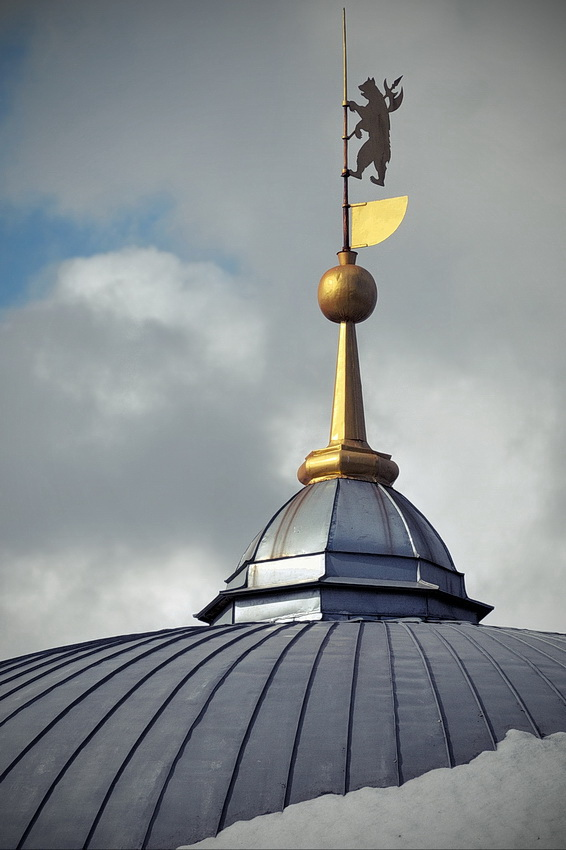
Флюгер купола
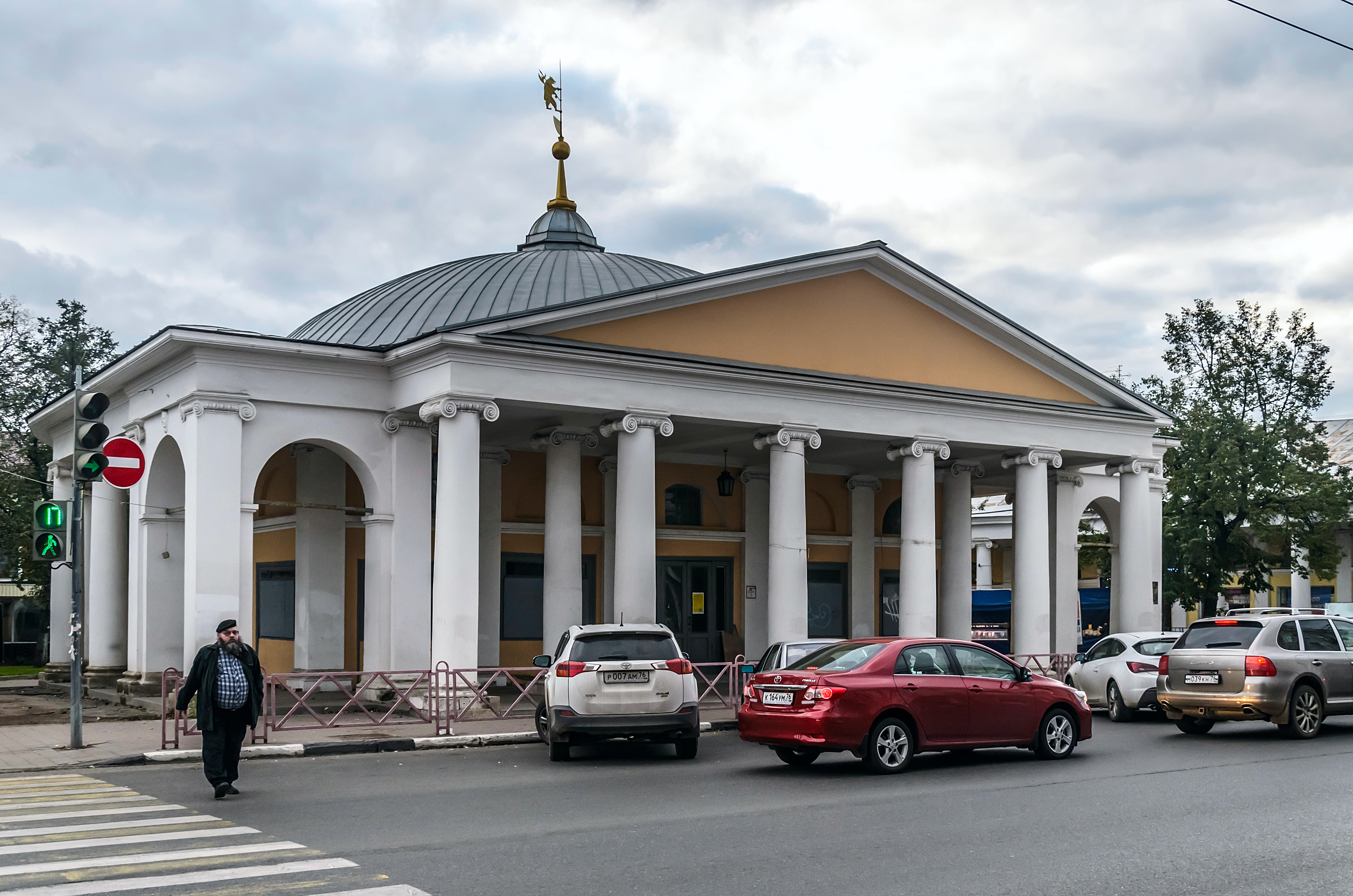
Ротонда